# 캄보디아의 경제
캄보디아의 경제는 중앙계획경제이자 소련을 본뜬 국영무역제도로 가진 국가였고 1993년부터 시장경제를 받아들였다.
1960년대 외환 보유고가 안정적인 수준이었기 때문에 캄보디아의 국제 수지는 상대적으로 안정적이었다. 주로 쌀, 고무, 옥수수 등 농산물을 수출하였으며 농산물 수출에서 경공업으로 제품을 다양화하기 시작했다. 1970년대 말부터 중앙계획경제 확립을 목적으로 한 개혁이 시작되었고, 이때 확립된 개혁은 1990년 말까지 이어졌다.
캄보디아는 전체 80%의 인구가 농업에 종사한다. 쌀농사가 가장 그 비중이 높으며 가축업, 어업, 산림업 순서이다. 캄보디아 농업의 저해 요인은 관개 시설과 영농 기술의 열악함, 유통 구조의 부재, 오랜 내전으로 인해 경작지에 지뢰가 있는 등의 요인을 들 수 있다. 캄보디아의 제조업이 전체 GDP에서 차지하는 규모는 작으나 섬유업과 캄보디아의 전략 사업인 봉제업은 현재 130개 기업이 캄보디아에 진출해 있으며 그 중 봉제업의 규모가 가장 크다. 민간 저축률이 매우 낮아 자체의 투자 유도가 불가능하여 해외의 원조와 외국 자본에 대한 의존도가 높다. 또한 잦은 내전으로 인해 자국 화폐인 캄보디아 리엘의 가치와 신뢰도가 떨어져 미국 달러가 더 많이 유통되고 있다.

## 참고자료
- 배세영 (2017년 9월 14일). 《동아시아 경제의 이슈》. 2019년 1월 16일에 확인함.